# Joodse muziek
Joodse muziek is muziek van en door Joden, en bevat een divers scala van genres en is duizenden jaren oud. Soms is de muziek religieus van aard, maar dit is niet altijd het geval. Het ritme en geluid van Joodse muziek varieert enorm en hangt af van de persoonlijke wortels van de Joodse componist in kwestie.

## Kenmerken en achtergronden
Om een goed beeld te kunnen vormen van wat 'joodse muziek' is, is het nodig inzicht te hebben in de ontstaansgeschiedenis, waarbij een aantal aspecten van belang zijn:
1. Een belangrijk vooroordeel zou zijn, dat Joden geen eigen muziek hadden of hebben, maar dat de muziek een samensmelting zou zijn van Oekraïense volksmuziek, middeleeuwse koralen uit voornamelijk Duitse kerkmuziek en Arabische toonladdersystemen. Evenals in geval van de Joodse literatuur en beeldende kunst hebben velen geprobeerd een beeld te schetsen waarin de Joodse eigenheid wordt weggedacht uit de cultuur.[1] Ook vele Joden zelf hebben de bestaande uniciteit ontkend, om hun Jood-zijn te kunnen assimileren in de samenlevingen waarin ze leefden (en dikwijls vervolgd werden in het kader van antisemitisme).
2. De verschijningsvormen van Joodse muziek zijn zeer uiteenlopend, en soms zo vaag afgebakend, dat een beschrijving in abstracte begrippen welhaast onmogelijk lijkt.
3. Veel muziekbeschrijvers zien muziek als een universele kunstvorm, die niet in generaliserende hokjes opgedeeld kan worden, en waarbij slechts het individu als schepper van de muziek kan worden gezien.

Deze drie problemen vertroebelen een secure beschrijving van het fenomeen Joodse muziek. In de categorisering van veel muzieksoorten wordt echter wel degelijk een aantal aspecten gemeenschappelijk gevonden, zodat een indeling naar genre of stijl met een eigen identiteit mogelijk is op grond van musicologische aspecten. Zo kan universele muziek door een eigen culturele of muziektechnische 'kleuring' tot een indeling worden gebracht.

### Soorten
- Als eerste soort Joodse muziek kan men die muziek rekenen die door Joden zelf werd vervaardigd. Om het gebied scherper af te bakenen[2] is het van belang de eigenheid van Joodse muziek later hieronder in nadere detaillering te beschrijven. Of bepaalde kenmerken of aspecten van Joodse muziek deels of geheel in een werk opduiken is hierbij vooralsnog van secundair belang.
- Een tweede soort Joodse muziek is muziek die door niet-Joden is vervaardigd, maar op Joodse tradities of muziek stoelt. Ook hier gelden gradaties van invloed van Joodse cultuur en muziektechnische aspecten. Zo gebruikt bijvoorbeeld Modest Moessorgski in zijn Schilderijententoonstelling (nr. 6: "Samuel Goldenberg und Schmuyle") karakteristieke Joodse thematiek, hoewel het werk als geheel lastig als Joodse muziek kan worden gezien. Sergej Prokofjevs Ouverture over Joodse thema's is ook een voorbeeld: er wordt gebruikgemaakt van invloeden en thematiek, waardoor het geheel wellicht weer wel als Joodse muziek kan worden gezien.

### Geschiedenis

#### Overlevering
De eerste bronnen vindt men in de gezangen (nigunim, tropen) die in de synagogen en tempels werden gebezigd om de Heilige Schrift voor te dragen. Er zouden gezangen overgeleverd zijn uit de tijd van koning Salomon en uit de tijd van de Tweede Tempel. Musicologen vermoeden dat juist vanwege de traditionele wijze van cultuuroverdracht in de Joodse cultuur ook de muziek uit die tijd redelijk gaaf is overgeleverd, zowel qua melodie als muzikale inhoud. Ook de klaagzangen (Ejcha) van Jirmiahu (Jeremia) en een groot aantal psalmen zijn overgeleverd, al werden die minder letterlijk doorgegeven dan de Thoragezangen. Nog duidelijker zijn in de wereldlijke joodse muziek invloeden van niet-joodse origine aan te wijzen. Opmerkelijk is hierbij dat door de tijd heen het grondkarakter van muziek die door vrouwen werd gemaakt (gezongen) veel minder invloed van buitenaf kent, omdat de mannen meer buitenshuis vertoefden, terwijl vrouwen vanuit de traditie veel meer in huis gebonden waren.
Een kern van de meest betrouwbaar overgeleverde Joodse muziek ligt in de religieuze muziek, omdat daar het doorgeven van de tradities een voorname rol had, en ook daar de eerste notatiewijzen ontstonden. Tussen 500 en 800 werden door geleerden in Tiberië (de Massoreten) de eerste aanduidingen voor de zangwijze van heilige teksten op melodieën uitgedacht. Dit was niet om nieuwe muziek te kunnen vervaardigen, maar juist om de tradities zo nauwgezet mogelijk te kunnen noteren om ze te kunnen doorgeven aan jongere generaties. In de tijd voor de Massoreten werd de muzikale lijn en het ritme met handgebaren aangeleerd en doorgegeven, net als in het oude Egypte gangbaar was. De notatie was dus een middel om de teksten ook op schrift te kunnen doorgeven. In de handschriften van de teksten (later ook in de gedrukte versies) werd met accenten en onderstrepingen de toonhoogte en ritmiek aangeduid. Veel van die accenten dragen overigens namen als 'koningen', 'vorsten', 'graven'. De Griekse benaming 'neume' voor een groep tonen zou ook te herleiden zijn tot het Hebreeuwse ne'imá (=melodie). De tekens van de Massoreten hadden naast een muzikale functie overigens ook een grammaticale functie om tekstgedeelten en woordsamenhang inzichtelijk te maken. In de eerste vormen van notatie was muzikaal gezien niet de individuele toon genoteerd, maar was het motief de genoteerde eenheid. Pas veel later werd een notatie voor individuele toonhoogten duidelijk.

#### Het volkslied
De traditie van de Joodse volksliederen heeft grote invloed op de Joodse muziek gehad. Volksliederen waren herkenbaar, beschreven en bezongen typisch Joodse zaken, als het huwelijk, religie, dagelijks leven, het lijden van het Joodse volk, en sociale, economische (armoede en rijkdom), en culturele zaken. Door de eeuwenlange vervolging werd ook de volksmuziek beïnvloed. Een heel apart genre volksliederen ontstond dan ook in liederen die specifiek over die vervolging gingen. Met name de gettoliederen zijn hier een voorbeeld van: in de getto's werd veel gemusiceerd om het dagelijks leven wat te verlichten. Men bezong bezetting, onderdrukking, armoede, leven en dood, het onderdrukte religieuze leven, en onderdrukking en vervolging in het algemeen. Zelfs in de concentratiekampen vormde muziek een middel om het bestaan draaglijk te houden, of om eenvoudigweg te overleven. De volksmuziek die grote aantallen Joden van kinds af aan al kenden kreeg nieuwe teksten op bestaande melodieën, of er werden nieuwe liederen en dansen gecomponeerd of geïmproviseerd. Veel van deze gettomuziek is verloren gegaan.

#### De nieuwe muziek in Israël
Met het vestigen van de staat Israël in 1948 ontstond ook een nieuwe muzikale stroming binnen de Joodse muziek, die tracht bronnen terug te zoeken, en voortbordurend op oude tradities een nieuwe eigen Joods-Israëlische weg in te slaan. Daarbij werden soms de invloeden die bijvoorbeeld de Oost-Europese immigranten meebrachten ook weer afgezworen of juist gefuseerd in nieuwe composities. Moderne Israëlische componisten schrijven zowel religieuze als wereldlijke muziek, waarbij veel op traditionele muziek wordt voortgeborduurd en in vergelijking tot de Westerse muziek veel minder 'experiment' plaatsvindt.
Bekende Israëlische componisten zijn:
- Haim Alexander
- Paul Ben-Haim
- Alexander Boskovitsj
- Max Brod
- Abel Ehrlich
- Joseph Kaminski
- Erich Walter Sternberg
- Josef Tal

### Muzikale kenmerken
Veel muziek die in de Joodse traditie is gemaakt, heeft een aantal specifieke kenmerken.
- De muziek is meest heterofoon: een melodie met begeleiding, ontstaan uit eenstemmige muziek, die later begeleid werd. Polyfone muziek komt veel minder voor.
- De muziek kent ornamentiek die niet-Europees aandoet. Dit heeft enerzijds te maken met de invloed van de Arabische muziek, anderzijds met de Hebreeuwse taal.
- De toonladders kennen veelvuldig gebruik van mineureffecten in de majeurladder en omgekeerd. Ook wordt de 2e toon vaak verlaagd, evenals de 6e en wordt de 4e vaak verhoogd. (Voorbeeld: c-des-e-fis-g-as-b-c) Gevolg hiervan is een sterke leidtoonwerking naar zowel de grondtoon van de ladder (de tonica) als naar de kwint (dominant). Veel melodieën zijn dan ook op een kwart of kwintsprong gebaseerd en kringelen rond een van die twee 'toonmagneten' grondtoon en kwint.
- Er is inhoudelijk vaak weinig invloed te bespeuren van de klassieke West-Europese muziektradities. Veel Joodse muziek heeft zijn 'roots' ook eerder in Oost-Europa en Arabië en het Midden-Oosten, dan in het westen.

#### Vormen
Veel muziek volgt wel net als de westers-klassieke muziek standaardvormbeginselen. Zo kent de Joodse muziek ook symfonieën, liederen, voordrachtswerken, geestelijke muziek, concertante werken, dramawerken, solowerken en kamermuziek. Een afwijkend aspect is soms dat, ondanks de westers aandoende vorm, de muziek statischer werkt door de oosterse invloed. Er is regelmatig minder romantiek te bespeuren, maar des te meer dramatiek en tragiek.